# Nikolai Iwanowitsch Pastuchow

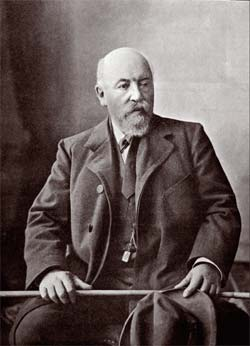
Nikolai Iwanowitsch Pastuchow

Nikolai Iwanowitsch Pastuchow (russisch Николай Иванович Пастухов; * 22. Novemberjul. / 4. Dezember 1831greg. in Gschatsk; † 28. Julijul. / 10. August 1911greg. in Moskau) war ein russischer Unternehmer, Verleger und Schriftsteller.

## Leben
Pastuchow stammte aus einer bürgerlichen Familie. In seiner Jugend beschränkte sich seine Bildung auf Lesen und Rechnen. Schon früh arbeitete er als reisender Kontrolleur und Wein-Steuerpächter.
Im Alter von 25 Jahren ging Pastuchow nach Moskau und eröffnete mit erspartem Geld eine Bierhandlung am Arbat-Platz. Zu seinen Stammkunden gehörte der Jura-Student Fjodor Plewako mit seinen Kommilitonen. Pastuchow las die Bücher, die die Studenten besprachen, und schrieb Notizen für die Moskauer Sowremennyje Iswestija und für den St. Petersburger Peterburgski Listok, in dem seine Notizen als Briefe aus Moskau erschienen.

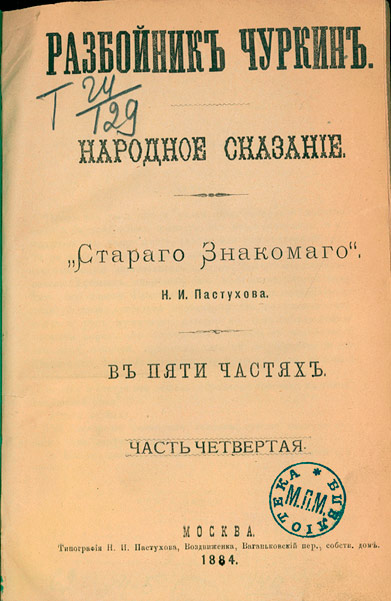
Rasboinik Tschurkin

Am Anfang der 1860er Jahre erschienen Pastuchows erstes Buch mit Gedichten aus dem Trinker-Alltag und die Komödie Piteinaja Kontora (Das Trinker-Büro). Sein Gedicht über das Angeln am Fluss mit einer Flasche Wodka dabei wurde ein Volkslied, das in dem Schwarz-Weiß-Film Junost Maxima (Maxims Jugend) (1934, Regisseure Grigori Kosinzew, Leonid Trauberg) von Boris Tschirkow gesungen wurde.
Entsprechend einem Vorschlag Plewakos entwickelte Pastuchow das Projekt einer eigenen Zeitung. An der Realisierung des Verlagsprojekts war der Redakteur der Moskowskije Wedomosti Michail Katkow beteiligt. Im Mai 1881 wandte sich Pastuchow an den Innenminister Nikolai Ignatjew mit der Bitte um Genehmigung der neuen Tageszeitung Moskowski Listok. Nach erhaltener Genehmigung eröffnete Pastuchow mit dem Startkapital eines befreundeten Kaufmanns das Redaktionsbüro. Plewako wurde ein ständiger Mitarbeiter der Zeitung. Die Zeitung, die anfangs auf die unteren Bevölkerungsschichten zielte und auf billigstem Papier gedruckt wurde, erwies sich als ein geschäftlicher Erfolg. Pastuchow galt als Begründer eines neuen Reportagetyps. Obwohl die Feuilleton- und Belletristik-Artikel des Moskowski Listok von Seiten der Intelligenz kritisiert wurden, stieg die Auflage. 1882 konnte Pastuchow mit eigenem Geld eine Druckerei aufbauen. Er wurde schließlich einer der Millionäre Moskaus. Sein Erfolg beruhte darauf, dass er aufgrund seines persönlichen Bildungsweges die ungebildeten Leser in ihrer Sprache ansprechen konnte, wie Wladimir Giljarowski feststellte.
Als Redakteur des Moskowski Listok ließ er zweimal wöchentlich seinen Fortsetzungsroman Rasboinik Tschurkin (Der Räuber Tschurkin) drucken. Dafür benutzte er das Pseudonym Alter Bekannter, das aber jeder in Moskau richtig zuordnen konnte, wie Giljarowski bemerkte. Im Verlauf des Romans wurde die Hauptperson Tschurkin immer stärker als Volksheld charakterisiert, so dass der Moskauer Generalgouverneur Wladimir Dolgorukow den Verleger Pastuchow vorlud und zur Vermeidung der Schließung der Zeitung die unverzügliche Erdrosselung oder Ertränkung Tschurkins verlangte. In der folgenden Ausgabe fand Tschurkin sein Ende.
Pastuchow veröffentlichte in seiner Zeitung regelmäßig Aufrufe zu öffentlichen Spendensammlungen. Er selbst spendete 25.000 Rubel für die Ausstattung des Kaiser-Alexander-III.-Museums der schönen Künste. Er liebte das Angeln und gründete den ersten Moskauer Anglerverein. Als Gründer des Moskowski Listok war er Ehrengast auf den Bällen für den französischen Präsidenten. Er schenkte dem Paläografen Jelpidifor Barsow ein Haus.
Pastuchow hatte eine Tochter, die 1902 an der Schwindsucht starb,  und einen Sohn, der seinem Vater als Redakteur half und drei Wochen später nach einer Erkältung starb.

## Ehrungen
- Sankt-Stanislaus-Orden III. Klasse, II. Klasse[3]
- Russischer Orden der Heiligen Anna III. Klasse, II. Klasse[3]
- Bulgarischer Zivilverdienstorden III. Klasse[3]
- St.-Sava-Orden[3]